# Сухуша (приток Белавинки)
Сухуша — река в России, протекает в муниципальном округе Егорьевск Московской области. Правый приток Белавинки.
Берёт начало у деревни Дмитровка. Течёт на восток. Устье реки находится в 7,6 километрах по правому берегу реки Белавинки. Длина реки составляет 10 километров.
По данным Государственного водного реестра России, относится к Окскому бассейновому округу. Речной бассейн — Ока, речной подбассейн — бассейны притоков Оки до впадения Мокши, водохозяйственный участок — Ока от города Коломны до города Рязани.